# Kyaw Zin Lwin
Kyaw Zin Lwin (* 4. Mai 1993 in Pyuntaza) ist ein myanmarischer Fußballspieler.

## Karriere

### Verein
Kyaw Zin Lwin ist seit 2014 in der heimischen Myanmar National League aktiv und spielte bisher für die Vereine Magwe FC, Ayeyawady United, Shan United und dem Dagon Star United FC. Mit Shan gewann er zwei Mal die nationale Meisterschaft und bei Magwe konnte Lwin zwei Pokalsiege feiern. 

### Nationalmannschaft
Kyaw Zin Lwin spielte von 2015 bis 2023 in der myanmarischen A-Nationalmannschaft und bestritt dort 31 Partien. Mit der Auswahl nahm er an den Südostasienmeisterschaften 2016 und 2022 teil.

## Erfolge
- Myanmarischer Pokalsieger: 2016
- Myanmarischer Superpokalsieger: 2017
- Myanmarischer Meister: 2022, 2023